# Thịt muối

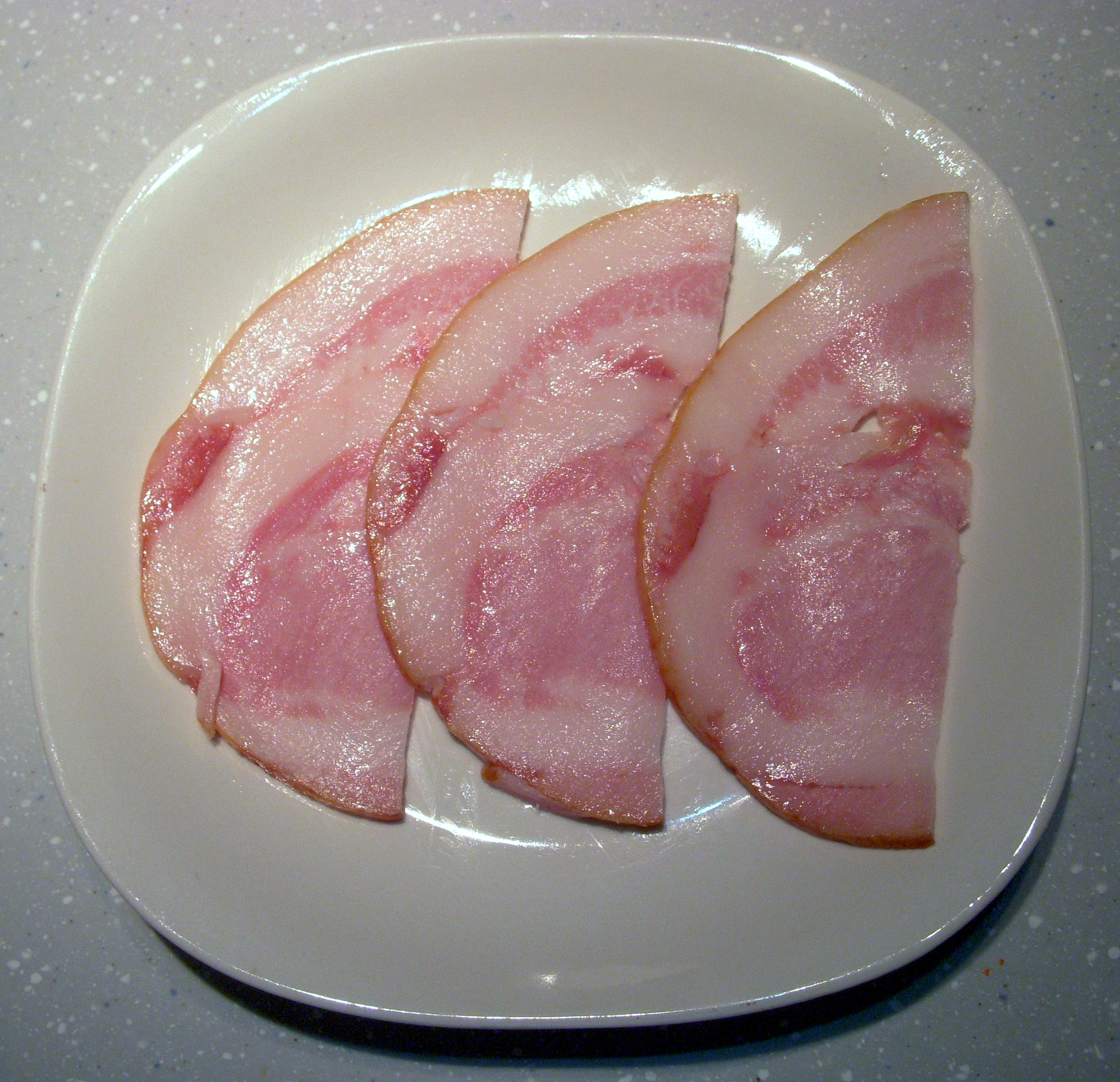
Một dĩa thịt lợn muối

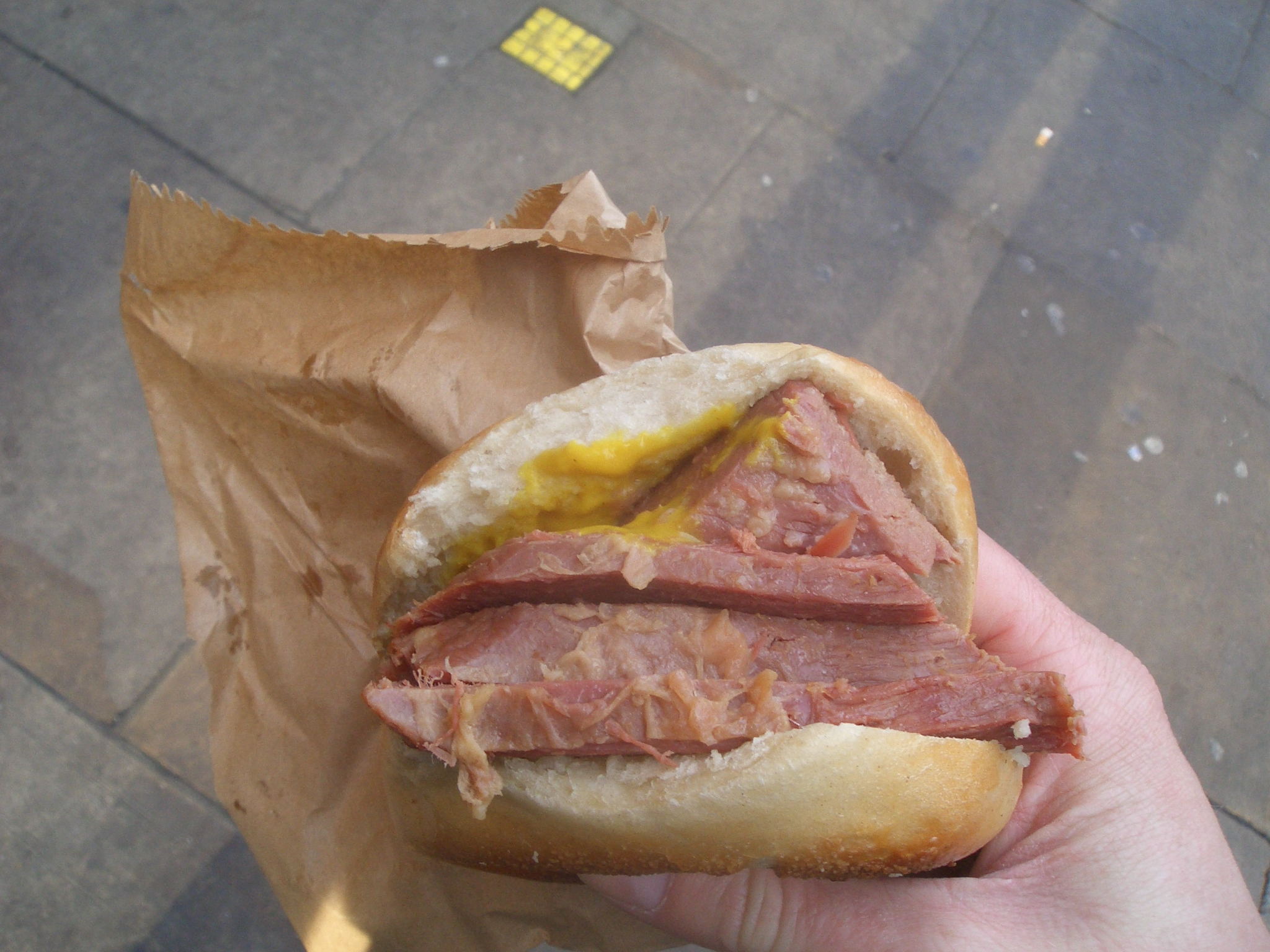
Một miếng thịt ướp muối

Thịt ướp muối (Salt-cured meat) hoặc thịt muối là thịt (hoặc cá) được bảo quản hoặc xử lý bằng phương pháp ướp/xát muối. Phổ biến trong số này là món thịt lợn muối là một loại thực phẩm hay món ăn được chế biết từ thịt lợn và thông qua phương pháp ngâm hay ướp muối (sau đó có thể được hun khói hoặc xông khói). Thịt muối tươi sau đó có thể được tiếp tục sấy khô vài tuần hoặc vài tháng. Thịt muối tươi xông khói hay khô phải được nấu chín trước khi ăn. Thịt muối có thể được ăn theo kiểu hun khói, luộc, rán, nướng, hoặc được sử dụng như một thành phần nhỏ để các món ăn tăng thêm hương vị. 
Ướp, xát muối bằng muối khô hoặc ngâm trong nước muối là một phương pháp phổ biến dùng để bảo quản thịt cho đến giữa thế kỷ 20 nhưng nó đã trở nên ít phổ biến hơn sau khi phương pháp làm lạnh ra đời. Muối sẽ dùng để ức chế sự phát triển của vi sinh vật bằng cách hút nước ra khỏi tế bào vi sinh vật thông qua quá trình thẩm thấu. Nồng độ muối lên đến 20% được xem là đạt yêu cầu để tiêu diệt hầu hết các loài vi khuẩn không mong muốn. Còn xông khói hay hun khói thường được sử dụng trong quá trình xử lý thịt, thêm các hóa chất, phụ gia lên bề mặt thịt làm giảm nồng độ muối cần thiết. Nói chung, các loại thịt muối theo kiểu phương Tây đều có vị mặn chát.
Thịt ướp muối và cá muối là thành phần chính trong chế độ ăn uống ở Bắc Phi, miền Nam Trung Quốc, Scandinavia, ven biển Nga và Bắc Cực. Ở Việt Nam, thịt lợn muối là một món ăn thông dụng, nhất là trong ngày Tết. Trong nhà nhiều người có một hũ thịt heo muối thơm ngon và rất đậm đà. Thịt ướp muối là một thực phẩm chính trong chế độ ăn uống của các thủy thủ trong Kỷ nguyên tàu buồm. Thịt ướp muối được cất giữ trong các thùng tô nô, và thường phải tồn tại hàng tháng trời khi không được đặt chân lên mặt đất để tiếp tế đồ ăn tươi sống. Chế độ ăn uống cơ bản của Hải quân Hoàng gia bao gồm thịt bò muối, thịt lợn muối, bánh quy tàu và bột yến mạch, bổ sung một lượng nhỏ đậu Hà Lan, pho mát và bơ. Thậm chí vào năm 1938, Eric Newby nhận thấy chế độ ăn kiêng trên con tàu Moshulu hầu như chỉ bao gồm thịt ướp muối. Việc thiếu hệ thống làm lạnh của Moshulu khiến con tàu có ít sự lựa chọn vì con tàu đã thực hiện các chuyến đi có thể kéo dài hơn 100 ngày từ các cảng.

## Chế biến

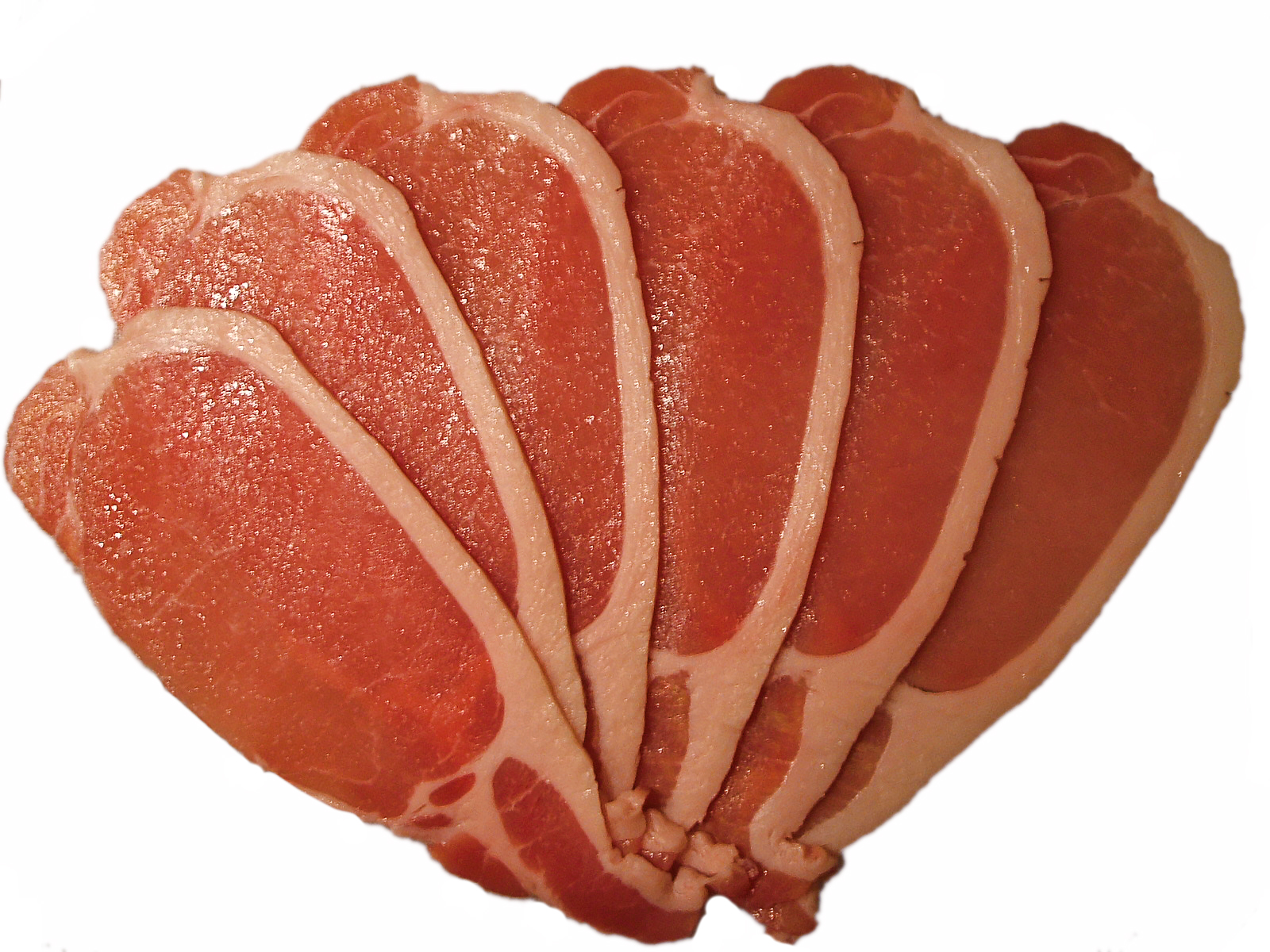
Những lát thịt muối

Ướp muối là một phương pháp bảo quản và chế biến thức ăn bằng cách trộn chúng với muối ăn, nhờ vào khả năng ức chế vi sinh vật gây thối của muối ăn. Ngoài ra, muối ăn cũng có tác dụng làm giảm các ảnh hưởng của các enzym gây hư hỏng. Quá trình ướp muối có thể kết hợp với ướp nước đá lạnh. Ướp muối được dùng rộng rãi trong thực tế vì thực hiện đơn giản, rẻ tiền hiệu quả cao. Chất lượng của quá trình ướp muối phụ thuộc vào chất lượng muối ăn (lượng NaCl), lượng muối ướp, nhiệt độ ướp, chất lượng thức ăn ban đầu.
Đối với các món thịt muối ở Việt Nam, để làm được một hũ thịt heo muối ngon lành và hấp dẫn, người chế biến phải lựa những miếng thịt heo đùi thật ngon, những miếng thịt có da mỏng, mỡ không dày. Những miếng thịt đùi được rửa sạch rồi dùng sợi dây giang buộc tròn lại. Sau đó luộc thịt chín rồi vớt ra để nguội. Tiếp đến là nấu nước mắm với đường kính trắng, đun cho hỗn hợp nước mắm đường sôi lên rồi dùng vá khuấy cho đường tan hết. Để tăng thêm hương vị cho món thịt, người ta cho vào nước mắm đường một ít mì chính và vài củ gừng tươi giã nhỏ. Sau đó xếp từng miếng thịt vào hũ thủy tinh rồi đổ nước mắm đường (đã để nguội) vào ngập mặt thịt. Thịt được ngâm như vậy khoảng năm ngày cho thấm đường, mắm.
Thịt muối ngon là khi nhìn bên ngoài miếng thịt khô, chắc, mặt cắt thẳng, nhẵn. Về màu sắc, phần nạc sẽ có màu hồng hoặc tím hồng, phần mỡ màu trắng. Ngửi mùi thấy thơm. Thịt muối kém chất lượng là miếng thịt mềm, bên ngoài hơi ướt, dính tay, nhìn kỹ có điểm mốc. Về màu sắc, thịt muối kém chất lượng sẽ có phần nạc màu cà phê, hoặc phần nạc có màu tím hồng nhưng phần mỡ lại có màu vàng. Ngửi thịt có mùi chua chua.

## Trên thế giới
- Thịt lợn muối xông khói (Bacon) được chế biến bằng phương pháp ướp muối và sau đó được xông khói lên, chúng thường được làm từ nhiều loại thịt khác nhau nhưng thường là từ bụng lợn hoặc từ phần lưng ít mỡ hơn. Nó được ăn riêng, như một món ăn phụ (đặc biệt là trong bữa ăn sáng). Đây là một trong những món ăn phổ biến nhất thế giới.
- Thịt bò muối (Corned beef) có nguồn gốc từ Ireland. Người ta ướp thịt bò sống trong hỗn hợp nước muối, đường, muối diêm (saltpeter, muối nitrate), và gia vị trong tủ lạnh 10 ngày, rồi sau đó nấu chín với rau củ.
- Prosciutto, hay còn gọi tắt là crudo, có nguồn gốc từ Ý. Người ta ướp chân heo (thịt sống) với muối, giữ trong điều kiện lạnh ẩm khoảng 2 tháng. Sau đó muối được rửa sạch, thịt được treo trong điều kiện khô mát, thoáng gió, trong chỗ tối, trong nhiều tháng trời (có thể lên tới 18 tháng) để nó khô từ từ. Quá trình làm crudo khá dài, thường bắt đầu vào mùa đông lạnh, và thịt "chín" trong quá trình muối, không dùng nhiệt.

## Khuyến nghị
Có ý kiến cho rằng, khi ăn thịt muối có thể dẫn đến u mạch, ung thư, theo khuyến cáo của chuyên gia thì Thịt muối là thực phẩm nhiều muối, không tốt cho người cao huyết áp vì thế không nên ăn nhiều. Còn vấn đề nó có gây ung thư - u mạch hay không thì còn phụ thuộc vào những phụ gia, chất bảo quản thực phẩm có đúng chỉ tiêu, đúng quy định.
Tại Trung Quốc, dư luận từng xôn xao vụ thịt muối có lẫn nilon và kim loại, theo vụ việc này thì một khách sạn 5 sao ở tỉnh An Huy phát hiện túi nilon bao gói và mảnh kim loại trong sản phẩm đùi lợn muối, mua của nhà cung cấp thực phẩm lớn Yurun. Trên những mẩu nilon này có ghi ngày sản xuất là 8 tháng 4 năm 2011, trong khi vụ việc xảy ra hôm 19 tháng 5 năm 2011. Điều đó khiến người ta nghi ngờ rằng số thịt trên đã được tái chế từ thịt muối quá hạn, bởi hạn dùng của sản phẩm này thường là một tháng.